# Claudia Álvarez
Claudia Álvarez  (Mexikóváros, Mexikó, 1981. október 6. –) mexikói színésznő, modell.

## Élete és pályafutása
Elvégezte a Centro de Formación Actoral de Televisión Aztecat (CEFAC), a TV Azteca színészképzőjét. 2003-ban debütált az Un nuevo amor című telenovellában, mint Cecilia.
Első főszerepét 2004-ben kapta a Las Juanas című telenovellában. 2006-ban az Amores cruzados című telenovellában Sofía szerepét játszotta. 2007-ben a Bellezas Indomables című sorozatban alakította María Fernanda Urquillót. 2009-ben a Pobre Diabla című telenovellában Santa Madrigal szerepét játszotta.
2010-ben exkluzív szerződést kötött a Televisával.

## Filmográfia
| Év        | Cím                                          | Szerep                         | Magyar hang    |
| --------- | -------------------------------------------- | ------------------------------ | -------------- |
| 2020–2021 | Viharos szívek (Vencer el desamor)           | Ariadna López Hernández        | Roatis Andrea  |
| 2017      | En tierras salvajes                          | Isabel Montalbán               |                |
| 2015–2016 | María (teleregény, 2015) (Simplemente María) | María Flores Ríos              | Németh Borbála |
| 2014      | Hasta el Fin del Mundo                       | Alexa Ripoll Bandy             |                |
| 2012–2013 | Amit a szív diktál (Porque El Amor Manda)    | Verónica Hierro                | Németh Borbála |
| 2011      | Kettős élet (Dos Hogares)                    | Adela Arismendi                |                |
| 2011      | El Equipo                                    | Pilar                          |                |
| 2010      | Mujeres Asesinas 3                           | Elisa                          |                |
| 2009      | Pobre Diabla                                 | Santa Madrigal                 |                |
| 2007–2008 | Se Busca Un Hombre                           | Loreto Reigadas                |                |
| 2007      | Bellezas Indomables                          | María Fernanda «Mafe» Urquillo |                |
| 2006]]    | Amores Cruzados                              | Sofía                          |                |
| 2004      | Las Juanas                                   | Juana Prudencia                |                |
| 2003      | Un nuevo amor                                | Cecilia                        |                |

## Díjak és jelölések
TVyNovelas-díj
| Év   | Kategória                | Cím                  | Eredmény |
| ---- | ------------------------ | -------------------- | -------- |
| 2012 | Legjobb fiatal színésznő | Dos Hogares          | Jelölve  |
| 2014 | Legjobb női főgonosz     | Porque el amor manda | Jelölve  |

People en Español-díj
| Év   | Kategória            | Cím                  | Eredmény |
| ---- | -------------------- | -------------------- | -------- |
| 2013 | Legjobb női főgonosz | Porque el amor manda | Jelölve  |